# Juniperus coahuilensis
Juniperus coahuilensis (яловець трояндоягідний) — вид хвойних рослин родини кипарисових.

## Таксономічні примітки
Juniperus coahuilensis var. arizonica раніше був включений в цей вид, а тепер визнається як окремий вид (Farjon 2010).

## Поширення, екологія
Країни зростання: Мексика (Чіуауа, Коауїла, Дуранго, Наяріт, Тамауліпас, Сакатекас); США (Техас). Цей вид зустрічається в високогірній пустелі (1200–2000 м над рівнем моря), на луках і в прилеглих скелястих районах. Він незвичайний тим, що J. coahuilensis пускає пагони з пня, коли вирізати або спалити. Ця особливість, ймовірно, дозволяє йому залишатися на луках, незважаючи на періодичні трав'яні пожежі, які вбивають всі інші види ялівцю.

## Морфологія
Це кущі або дводомні дерева, до 8 м, стовбур один; крона від плоско-кулястої до нерівної й до кулястої. Кора від сірого до коричневого кольору, лущиться на довгі рвані смуги. Гілки від розлогих до висхідних. Листки від зеленого до світло-зеленого кольору; батогоподібні листки 4–6 мм, сизо зверху; лускоподібні листки 1–3 мм з гострою вершиною. Шишки зріють 1 рік, від кулястих до яйцеподібних, 6–7 мм, трояндового кольору але жовто-оранжеві, оранжеві або темно-червоні під сизим покриттям, м'ясисті й дещо солодкуваті, з 1(2) насінням. Насіння 4–5 мм.

## Використання
Комерційне використання не відоме цього виду.

## Загрози та охорона
Здається, немає ніяких загроз для цього виду, хоча надмірний випас в Мексиці може бути проблемою в деяких областях. Ялівець присутній в кількох ПОТ в США, у Мексиці — ні.